# مدار ۵۶ درجه جنوبی
مدار ۵۶ درجه جنوبی، دایره‌ای از عرض جغرافیایی است که در ۵۶ درجهٔ جنوبی خط استوا قرار دارد.

## گذر از مناطق
از نصف‌النهار مبدأ شروع می‌شود و به سمت مشرق ۵۶ درجه جنوبی از موارد زیر گذر می‌کند:
| مختصات‌ها                                            | کشور، قلمرو یا دریا | توضیحات                                                |
| --------------------------------------------------- | ------------------- | ------------------------------------------------------ |
| ۵۶°۰′ جنوبی ۰°۰′ شرقی / ۵۶٫۰۰۰°جنوبی ۰٫۰۰۰°شرقی     | اقیانوس اطلس        |                                                        |
| ۵۶°۰′ جنوبی ۲۰°۰′ شرقی / ۵۶٫۰۰۰°جنوبی ۲۰٫۰۰۰°شرقی   | اقیانوس هند         |                                                        |
| ۵۶°۰′ جنوبی ۱۴۷°۰′ شرقی / ۵۶٫۰۰۰°جنوبی ۱۴۷٫۰۰۰°شرقی | اقیانوس آرام        | Passing just south of Hornos Island (دماغه هورن), شیلی |
| ۵۶°۰′ جنوبی ۶۷°۱۶′ غربی / ۵۶٫۰۰۰°جنوبی ۶۷٫۲۶۷°غربی  | اقیانوس اطلس        |                                                        |